# Karabin SIG SG 510
SIG SG 510 (M57, Fusil d'Assault Mle 57, Sturmgewehr 57) – szwajcarski karabin automatyczny firmy Schweizerische Industrie Gesselschaft (SIG). Produkowany do 1985 roku przez wiele lat był regulaminowym karabinem żołnierzy szwajcarskich.

## Historia
W połowie lat 50 XX w. w szwajcarskich zakładach SIG rozpoczęto prace nad karabinem automatycznym. Szefem zespołu konstruktorów był Rudolf Amsler. Zaprojektowany karabin oznaczony AM 55 (stosowano też oznaczenie SIG 510-0) był wzorowany na niemieckim eksperymentalnym StG45(M).
Nowy karabin po badaniach wojskowych został przyjęty do uzbrojenia armii szwajcarskiej w 1957 roku. Ponieważ w Szwajcarii jest kilka języków urzędowych, karabin otrzymał oficjalną nazwę w każdym z nich (M57, Fusil d'Assault Mle 57, Sturmgewehr 57). Karabin strzelał przepisową szwajcarską amunicją 7,5 × 55 mm GP11.
W następnych latach opracowano wersje w innych kalibrach, przeznaczone na eksport, ale w większych ilościach wyprodukowano tylko wersję SIG 510-4 kalibru 7,62 × 51 mm NATO, która była eksportowana do Chile (ok. 15 000 egz.) i Boliwii (ok. 5000 egz.).
Decyzję o zakończeniu produkcji karabinu SIG 510 podjęto w 1983 roku a ostatnie egzemplarze opuściły fabrykę w roku 1985. Ocenia się, że wyprodukowano około 700 000 SG 510 w różnych wersjach. W armii szwajcarskiej został on zastąpiony przez karabin SIG SG 550.

## Wersje
- AM 55 – (SIG 510-0) prototyp
- SIG 510-1 – (M57, Fusil d'Assault Mle 57, Sturmgewehr 57) wersja seryjna kalibru 7,5 × 55 mm. Przez wiele lat przepisowy karabin armii szwajcarskiej.
- SIG 510-2 – wersja o zmniejszonej masie. Nie produkowana seryjnie.
- SIG 510-3 – wersja kalibru 7,62 × 39 mm. Wyprodukowany w krótkiej serii.

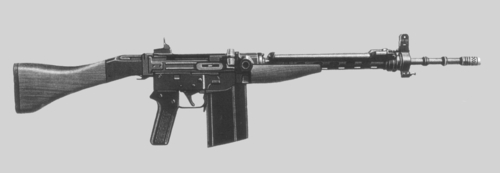
SIG 510-4

- SIG 510-4SIG 510-4 – wersja kalibru 7,62 × 51 mm NATO. Nieco lżejsza od Stg 57. Łoże i kolba drewniane. Broń miała dwójnóg umieszczony za podstawą muszki, składany do tyłu. Przyrządy celownicze nieskładane o nastawach 100-600m. Karabin SIG 510-4 nie posiadał spustu zimowego. Zasilanie z magazynka pudełkowego na 20 naboi.
- American Match Target (AMT) – sportowy karabin samopowtarzalny produkowany na rynek amerykański.

## Opis techniczny
Karabin automatyczny Stg 57 był bronią samoczynno-samopowtarzalną. Automatyka broni działała na zasadzie odrzutu zamka półswobodnego hamowanego dwiema rolkami. Broń strzelała z zamka zamkniętego. Mechanizm spustowy z możliwością strzelania ogniem pojedynczym i seriami. Dźwignia przełącznika rodzaju ognia, pełniąca także funkcję dźwigni bezpiecznika, po lewej stronie broni nad chwytem pistoletowym. Broń wyposażona była w tzw. spust zimowy ułatwiający strzelanie w rękawicach. Zasilanie z pudełkowych magazynków o pojemności 24 naboje. Przyrządy celownicze były umieszczone na wysokich, składanych podstawach, składały się z prostokątnej muszki i celownika przeziernikowego o nastawach od 100 do 650 m. Lufa zakończona tłumikiem płomieni, pełniącym także funkcję hamulca wylotowego. Za tłumikiem płomieni dwa pierścienie prowadzące dla granatów nasadkowych. Krótkie łoże i chwyt pistoletowy wykonane z tworzywa sztucznego. Kolba stała wykonana z twardej gumy. Przed łożem lub do zakończenia osłony lufy zamocowany składany dwójnóg.